# Горавци
Горавци су насељено мјесто у Босни и Херцеговини, у општини Купрес, које административно припада Федерацији Босне и Херцеговине. Према попису становништва из 1991. у насељу је живјело 217 становника.

## Становништво
Према попису 1991. укупно: 217
| Националност       | 1991.        |
| Хрвати             | 160 (73,73%) |
| Муслимани          | 56 (25,80%)  |
| остали и непознато | 1 (0,46%)    |
| укупно             | 217          |